# Myida
Myida is een orde van de tweekleppigen.

## Families
- Dreissenoidea Gray, 1840
  - Dreissenidae Gray, 1840
- Myoidea Lamarck, 1809
  - Corbulidae Lamarck, 1818
  - Myidae Lamarck, 1809
  - † Pleurodesmatidae Cossmann, 1909
  - † Raetomyidae Newton, 1919
- Pholadoidea Lamarck, 1809
  - Pholadidae Lamarck, 1809
  - Teredinidae Rafinesque, 1815
  - Xylophagidae Purchon, 1941
- † Pleuromyoidea Zittel, 1895
  - † Ceratomyidae Arkell, 1934
  - † Pleuromyidae Zittel, 1895
  - † Vacunellidae Astafieva-Urbajtis, 1973

## Onderorde
- Myina